# Cleppé
Cleppé ist eine französische Gemeinde im Département Loire in der Region Auvergne-Rhône-Alpes (vor 2016 Rhône-Alpes). Sie gehört zum Kanton Feurs und zum Arrondissement Montbrison.

## Geografie
Die Gemeinde grenzt im Nordwesten an Sainte-Foy-Saint-Sulpice, im Norden an Mizérieux, im Nordosten an Épercieux-Saint-Paul, im Osten an Civens, im Südosten an Feurs und im Südwesten an Poncins.

## Sehenswürdigkeiten
- Turm der ehemaligen Burg von Cleppé aus dem 11. und 12. Jahrhundert. Seit dem Jahr 1971 ein Monument historique.[1]
- Kirche Nativité-de-Notre-Dame
- Flurkreuz bei der Kirche

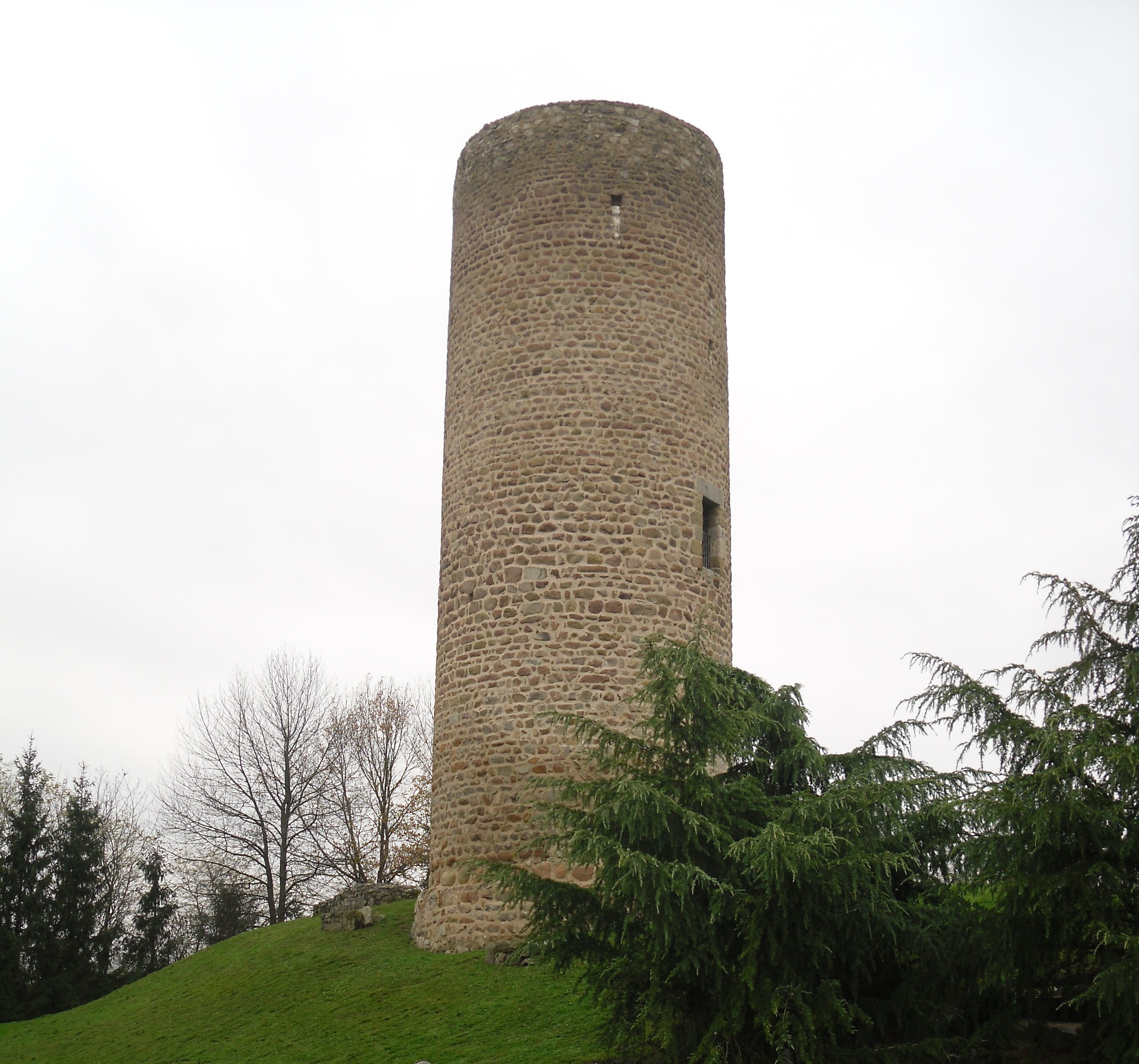
Burgturm
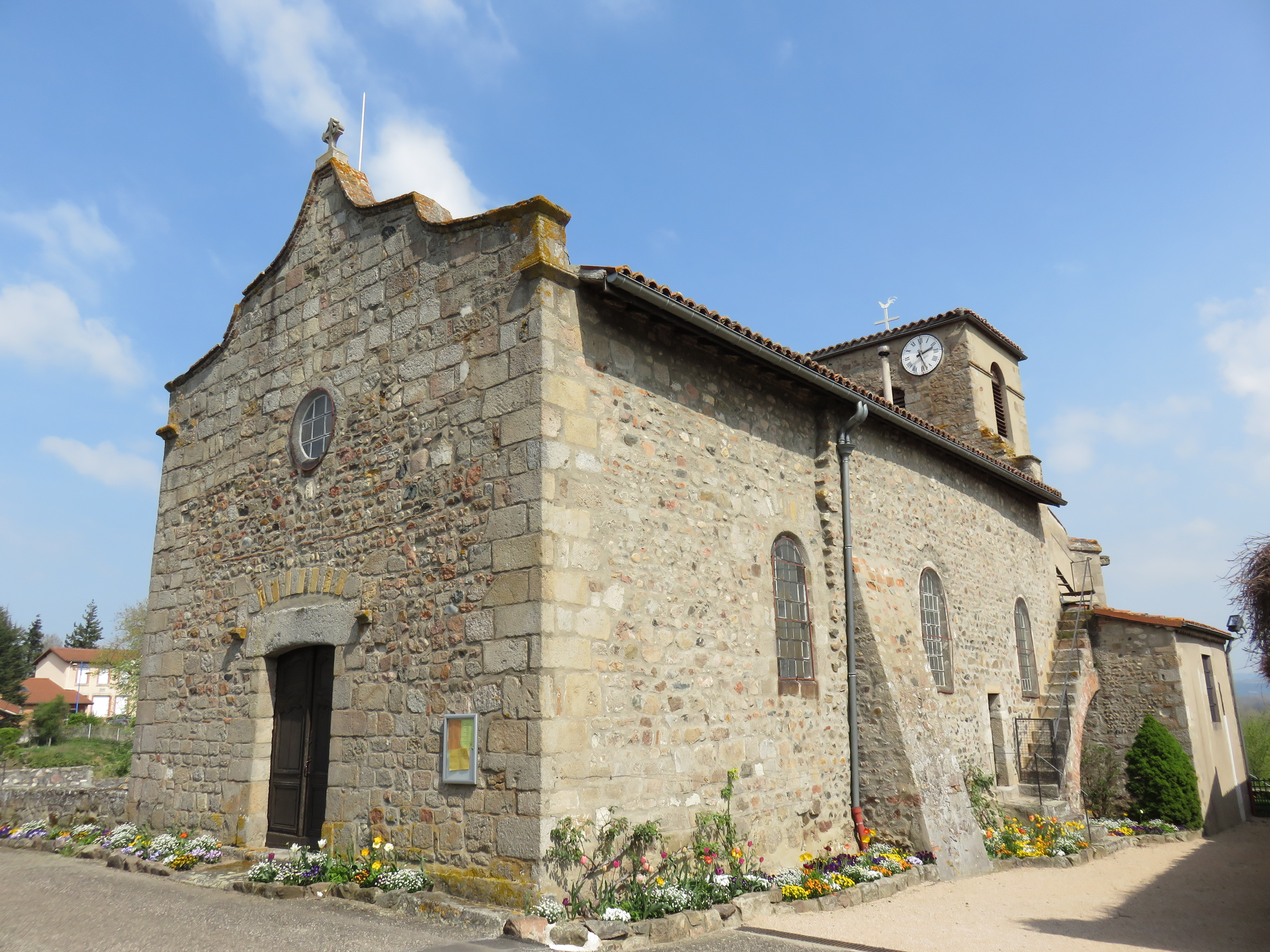
Kirche
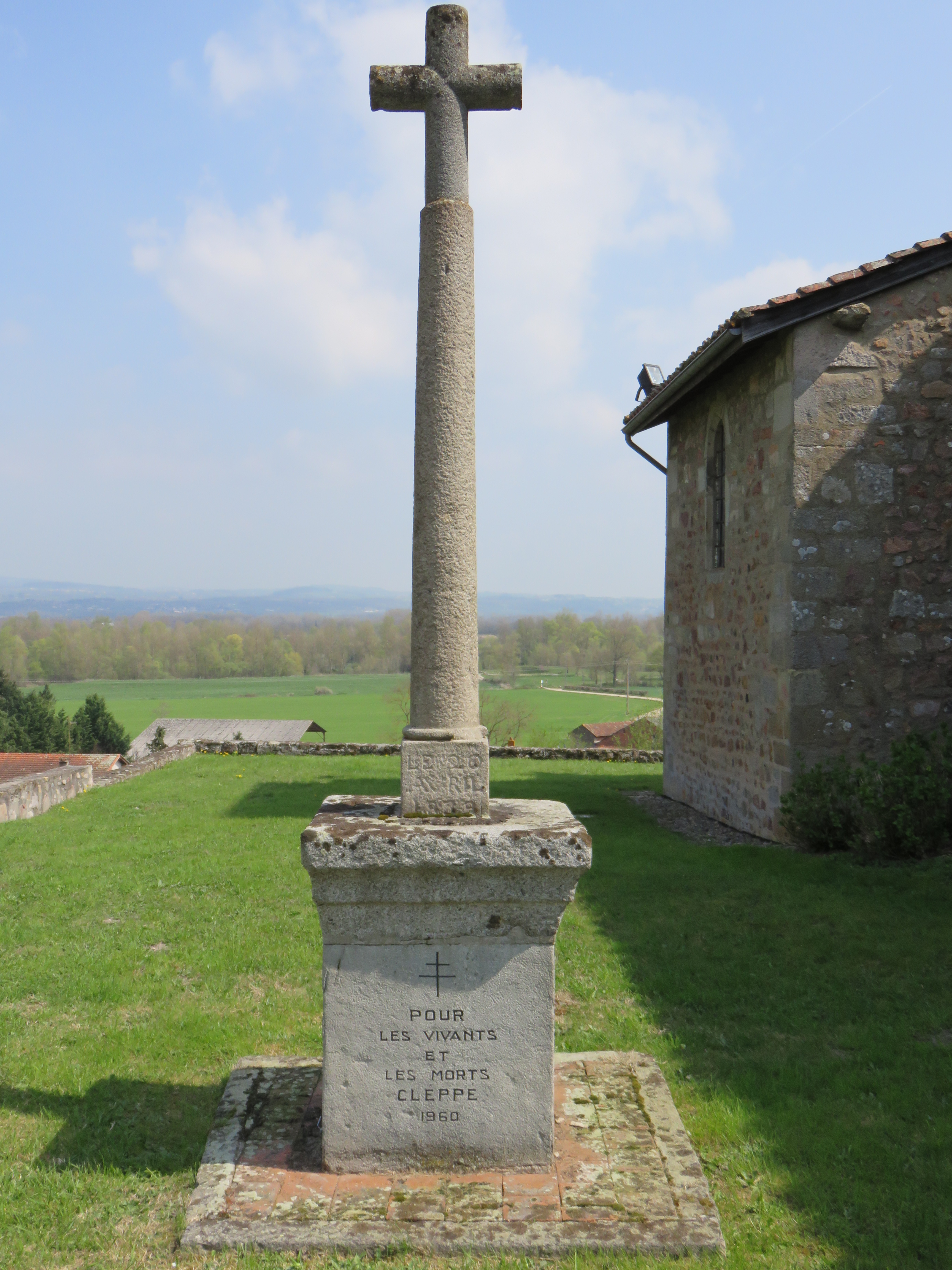
Flurkreuz

## Bevölkerungsentwicklung
| Jahr                       | 1962 | 1968 | 1975 | 1982 | 1990 | 1999 | 2008 | 2017 |
| -------------------------- | ---- | ---- | ---- | ---- | ---- | ---- | ---- | ---- |
| Einwohner                  | 404  | 456  | 409  | 360  | 404  | 454  | 551  | 529  |
| Quellen: Cassini und INSEE |      |      |      |      |      |      |      |      |